# Bittacus kimminsi
Bittacus kimminsi är en näbbsländeart som beskrevs av Bo Tjeder 1956. Bittacus kimminsi ingår i släktet Bittacus och familjen styltsländor. Inga underarter finns listade i Catalogue of Life.